# Divisione "Vittorio Veneto"
La Divisione "Vittorio Veneto" è stata una grande unità dell'Esercito Italiano, costituita il 1º luglio 2019 nella Caserma “Predieri” di Firenze per ridenominazione della Divisione "Friuli" costituitasi il 15 luglio 2013 nella stessa sede. Il 15 giugno 2025, attraverso un processo di multinazionalizzazione, la divisione viene riconfigurata in Comando Multinational Division South (MND-S) nella stessa sede.

## Storia
La divisione prende il nome dalla battaglia di Vittorio Veneto, che fu l'ultimo scontro armato combattuto tra il Regio Esercito Italiano e l'Imperial regio Esercito austro-ungarico nel corso della prima guerra mondiale, tra il 24 ottobre e il 4 novembre 1918 nella zona tra il fiume Piave, il Massiccio del Grappa, il Trentino e il Friuli decidendo le sorti della guerra a favore del Regno d'Italia.
Vittorio Veneto era stata durante la guerra fredda il quartier generale, che aveva la sua sede nel Palazzo Piccin, del V Corpo d'armata, che all'epoca era la più grande unità militare dell'Esercito Italiano, con i suoi reparti schierati in Lombardia, Emilia-Romagna, Veneto, Trentino-Alto Adige e Friuli-Venezia Giulia, attivo dal 1952 al 1997 e forte di tre divisioni, due meccanizzate e una corazzata, di una brigata missili, più vari supporti tattici. Il compito che gli era stato affidato istituzionalmente era quello di contribuire, con i reparti alle sue dipendenze e il supporto del III Corpo d'armata di Milano e del 4º Corpo d'armata alpino di Bolzano, alla difesa del nord Italia contro un'ipotetica invasione ad est da parte del Patto di Varsavia.
La grande unità militare era il braccio operativo del V Comando militare territoriale di Padova con il compito prioritario di assicurare la difesa del tratto più sensibile della frontiera orientale.

### La brigata Vittorio Veneto
Nel 1975 per effetto della profonda ristrutturazione dell'Esercito Italiano che aboliva il livello reggimentale e riordinava le divisioni in brigate autonome venne costituita la Brigata corazzata "Vittorio Veneto" posta a difesa della Soglia di Gorizia con la sede comando a Trieste e i suoi reparti dislocati nel Friuli-Venezia Giulia ed era inserita nella Divisione meccanizzata "Folgore", con la brigate meccanizzate "Gorizia" e "Trieste".
Nel 1986 La Brigata corazzata "Vittorio Veneto" fu resa autonoma in seguito alla ristrutturazione delle Forze armate italiane che prevedeva, tra l'altro, la soppressione delle divisioni e trasformata in brigata meccanizzata venne posta alle dirette del V Corpo d'armata, prima di essere sciolta nel 1991.
Il livello divisionale sarebbe tornato nell'Esercito Italiano alla fine del 1992, quando nell'ambito III Corpo d'armata di Milano venne formato il personale per la costituzione della 3ª Divisione celere, con la sede di comando a Milano e assegnata all'Allied Rapid Reactions Corps, il Corpo di Reazione Rapida della NATO, in quanto i contributi dei singoli paesi della NATO all'Allied Rapid Reactions Corps (ARRC) erano basati a livello di divisione.
Il 1º ottobre 1997 nell'ambito dei provvedimenti connessi con l'attuazione del nuovo modello di difesa, venne costituito a Vittorio Veneto, a livello di corpo d'armata, il 1º Comando delle forze di difesa (1º COMFOD) che raccoglieva l'eredità del V Corpo d'armata. Nella stessa data il III Corpo d'armata venne trasformato in Comando Forze Operative di Proiezione e il 4º Corpo d'armata alpino di Bolzano riconfigurato in Comando truppe alpine mentre il 1 gennaio 1998 a Napoli venne costituito il 2º Comando delle forze di difesa.
Nel gennaio 2002, nel quadro del processo di riordinamento dell'Esercito Italiano, sono stati costituiti tre comandi divisionali come comandi di proiezione senza forze assegnate in tempo di pace che, all'esigenza, possono essere ridislocati anche al di fuori del territorio nazionale nel quadro di operazioni internazionali:
- Comando Divisione "Mantova" - Vittorio Veneto
- Comando Divisione "Acqui" - San Giorgio a Cremano
- Comando Divisione "Tridentina", presso il Comando truppe alpine - Bolzano

In precedenza, il 1º dicembre 2000, il Comando Forze Operative di Proiezione venne riconfigurato in comando di pianificazione cedendo le sue pedine operative al 1° e al 2º COMFOD e il 1º novembre 2001, a seguito della richiesta della NATO di dotarsi di Comandi ad elevata prontezza operativa, il Comando Forze di Proiezione è stato riordinato in Corpo d'Armata di Reazione Rapida e dopo avere sostenuto una intensa attività addestrativa e di esercitazioni nell'ambito di un lungo processo di certificazione ha acquisito la piena capacità operativa (Full Operational Capability) nel dicembre del 2002 con la denominazione di NATO Rapid Deployable Corps - Italy.

### Comando Divisione "Mantova"
Nel gennaio 2002 nel quadro del processo di riordinamento è stato costituito a Vittorio Veneto il Comando Divisione “Mantova” destinato ad operare in operazioni fuori area nell'ambito della gestione di crisi internazionali.
Nell'ottobre 2005 la Divisione ha conseguito la Full Operational Capability.
Nel settembre 2006 il Comando Divisione "Mantova" è stato riconfigurato all'interno del 1º Comando Forze di Difesa dal quale era pronto ad essere enucleato per esercitazioni e/o operazioni.

### Divisione "Friuli"
Il 15 luglio 2013 il Comando Divisione "Mantova", con lo scioglimento del 1º Comando delle forze di difesa di Vittorio Veneto, nell'ambito della revisione dello strumento militare nazionale, è stato trasferito a Firenze e rinominato Comando divisione "Friuli" e Reparto comando e supporto logistico "Friuli".
La Divisione "Friuli" è stata riorganizzata, divenendo operativa dal 1º ottobre 2013, quando, con l'effettivo scioglimento del 1º COMFOD di Vittorio Veneto, la Divisione ha acquisito parte delle competenze del disciolto comando e le Brigate "Ariete", "Pozzuolo del Friuli" e "Friuli" ed è stata posta alle dipendenze del Comando Forze Operative Nord dell'Esercito Italiano.
La ridenominazione della Divisione "Mantova" in Divisione "Friuli" è stata decisa dal Capo di stato maggiore dell'Esercito italiano per ragioni storiche.
La sede del comando della Divisione era la caserma “Predieri” nel rione di Rovezzano, in precedenza sede di EUROFOR, la forza multinazionale di intervento rapido costituita nel 1995 e sciolta nel giugno del 2012.
Il 15 luglio 2016 il Reparto comando e supporto logistico "Friuli" è stato riconfigurato in reggimento e il 1º ottobre la divisione ha assunto alle dipendenze la Brigata paracadutisti "Folgore".

#### Ordinamento della Divisione "Friuli"

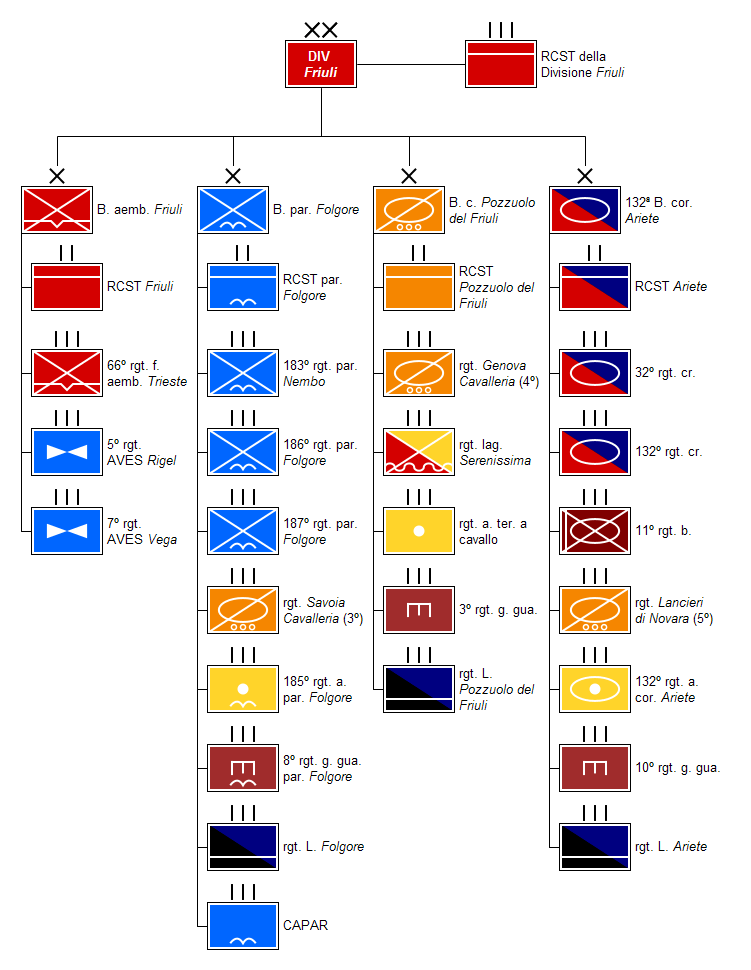
Struttura della divisione Friuli.

### Ridenominazione in "Vittorio Veneto"
Il 1º luglio 2019 nella caserma “Gen. A. Predieri” di Firenze, si è svolta la cerimonia di cambio di denominazione in Divisione “Vittorio Veneto”, su disposizione dello Stato Maggiore dell'Esercito, riprendendo la denominazione che fu della Brigata "Vittorio Veneto", anche alla luce degli eventi commemorativi in occasione del centenario della vittoria italiana nella prima guerra mondiale.
La Divisione "Vittorio Veneto" è posta alle dipendenze del Comando Forze Operative Nord (COMFOP-N) dell'Esercito Italiano.
Per effetto della riconfigurazione della struttura organizzativa del Comando Forze Operative Nord, la Brigata di cavalleria "Pozzuolo del Friuli", la 132ª Brigata corazzata "Ariete" e la Brigata paracadutisti "Folgore" sono transitate, il 1º gennaio 2022, alle dirette dipendenze del Comandante del COMFOP - NORD, mentre dall'11 febbraio 2022 la Brigata aeromobile "Friuli" è inquadrata nel Comando Aviazione dell'Esercito.
Dal 1º aprile 2023, la Divisione “Vittorio Veneto” è transitata alla dipendenze del Comando delle Forze Operative Terrestri e Comando Operativo Esercito (COMFOTER – COE).

### Riconfigurazione in Multinational Division South (MND-S)
Il 10 luglio 2025, nella stessa caserma, si è svolta la cerimonia di riconfigurazione della divisione in Multinational Division South (MND-S), istituita ufficialmente il 15 giugno 2025 attraverso un processo di multinazionalizzazione che si era concluso con l'esercitazione “Steadfast Dagger 2024” (STDA24) per il successivo impiego nel ruolo di Land Component Command dell'Allied Reaction Force (ARF LCC).

## Struttura della divisione Vittorio Veneto
fino al 2021
- Comando di divisione
- Brigata di cavalleria "Pozzuolo del Friuli",
- 132ª Brigata corazzata "Ariete"
- Brigata paracadutisti "Folgore"
- Brigata aeromobile "Friuli"
- Reparto Comando e Supporti Tattici "Vittorio Veneto"

dal 2022
- Comando di divisione - Firenze
- 78º Reparto Comando e Supporti Tattici "Lupi di Toscana" - Firenze

## Stemma
Il simbolo della Divisione "Vittorio Veneto" è uno scudo appuntato recante nel mezzo, di colore giallo oro, il gladio (la spada corta romana) simbolo di forza, cinto dalle fronde di quercia che incarna il coraggio, la lealtà, la forza e la dignità del soldato italiano. Lungo i bordi laterali la denominazione della Grande Unità e, ai piedi del gladio, due stelle dorate, a indicare il livello ordinativo.

## I comandanti
Comando divisione "Mantova" (2002-2013)
- Magg. Gen. Antonio Di Lorenzo
- Magg. Gen. Mauro Moscatelli
- Gen. B. Roberto Bernardini
- Gen. B. Paolo Reghenspurgher
- Gen. D. Roberto Bernardini
- Gen. D. Massimiliano Del Casale

Divisione "Friuli" (dal 2013 al 2019)
- Generale di divisione Flaviano Godio (dal 15 luglio 2013)
- Generale di divisione Carlo Lamanna (dal 27 ottobre 2016)

Divisione "Vittorio Veneto" (dal 2019 al 2025)
- Generale di Divisione Carlo Lamanna (dal 1º luglio 2019)
- Generale di Divisione Angelo Michele Ristuccia (dal 29 maggio 2020)
- Generale di Brigata Sergio Cardea (dal 07 ottobre 2022)
- Generale di Divisione Michele Risi (dal 20 ottobre 2022)
- Generale di Divisione Massimiliano Quarto (dal 09 giugno 2023)